# ريجي ستريكلاند
ريجي ستريكلاند (بالإنجليزية: Reggie Strickland)‏ مواليد 9 سبتمبر 1968 في سينسيناتي، هو ملاكم محترف أمريكي يصنف ضمن فئة الوزن المتوسط بدأ مسيرته الاحترافية سنة 1987.

## المسيرة الاحترافية
من نزالاته:
- خسر أمام دارنيل ويلسون (2004/02/07).

## إحصائيات
خاض خلال مسيرته 363 نزالا، فاز في 66 وتعادل في 17 وخسر في 276. فاز بالضربة القاضية في 14 نزالا.

## روابط خارجية
- ريجي ستريكلاند على موقع بوكس ريك (الإنجليزية) (registration required)